# Национално знаме на САЩ
Националното знаме на САЩ, известно също и като Звездно-раиран флаг (на английски: Stars and Stripes), е национален символ на Съединените американски щати. Знамето се мени през годините, в зависимост от щатите, съставящи Съюза.
Синият правоъгълник в лявата част на знамето символизира Съюза, а броят на звездите в него съответства на броя на щатите – 50. Тринадесетте червени и бели ивици символизират първите 13 колонии, които образуват независимата държава: Ню Йорк, Ню Джърси, Ню Хампшър, Род Айлънд, Масачузетс, Мериленд, Кънектикът, Делауеър, Северна Каролина, Южна Каролина, Вирджиния, Джорджия, Пенсилвания.
Синият цвят олицетворява вярност, преданост, постоянство, дружба, справедливост, правда и бдителност; 
червеният – храброст, доблест, равенство и усърдие; 
белият – чистота, невинност и морални устои.

## Описание
Знамето на Съединените щати се състои от тринадесет хоризонтални ивици (седем червени и шест бели) с еднаква ширина, подредени последователно. Горната лява част на знамето (страната на мачтата), синя на цвят, е осеяна с петдесет малки бели петолъчни звезди, подредени в девет хоризонтални реда, съдържащи шест и пет петолъчни звезди, редуващи се. Върхът на звездите сочи нагоре.
Спазваните пропорции са означени на фигурата „Размери на знамето“: 
- височина A = 1
- дължина B = 1,9
- височина на синия блок C = 7/13 ≈ 0,54
- дължина на синия блок D = 2.B/5 = 0,76
- вертикално разстояние между два реда звезди 
E = F = C/10 ≈ 0,054
- хоризонтално разстояние между два реда звезди 
G = H = D/12 ≈ 0,063
- диаметър на звездата K ≈ 0,062
- ширина на всяка бяла или червена лента 
L = 1/13 ≈ 0,077.

Тези пропорции, фиксирани през 1959 г., могат да се видят в 11 размера на знамето, разрешени за официална употреба, като всеки се определя от своята дължина и ширина. Сред тези възможности три имат съотношения B/A, различни от 1,9 (1,57 и 1,37 и 1,33), което трябва да направи възможно адаптирането към ограничителни ситуации (липса на пространство например).
Цветовете на знамето, използвано за правителствени поръчки, са дадени от 27 ноември 1981 г. в системата Стандартни цветни карти на Америка (на английски: Standard Color Cards of America): 
| Система / Цвят                     | син                  | червен                | бял                   |
| ---------------------------------- | -------------------- | --------------------- | --------------------- |
| Стандартни цветни карти на Америка | 70075                | 70180                 | 70001                 |
| Пантон                             | 281                  | 193                   |                       |
| RGB                                | #0A3161 (10, 49, 97) | #B31942 (179, 25, 66) | #FFFFFF (255,255,255) |

## История
Първото знаме на САЩ – Гранд Юниън флаг, е точно копие на знамето на Британската източноиндийска компания (БИИК). Избраният флаг представлява стилизирано знаме на Великобритания на фона на 13 бели и червени райета. Бенджамин Франклин е одобрявал използването на символа на Източноиндийската компания. В запазено обръщение до първия американски президент Джордж Вашингтон, Франклин твърди по повод на знамето: „Някои колониалисти също са смятали, че компанията може да бъде могъщ съюзник в Американската война за независимост, тъй като тя е споделяла сходни цели и недоволство срещу данъчната политика на британското правителство.“
На 14 юни 1777 г. Континенталният конгрес приема акт за установяване на официално знаме за новата нация. Това е Законът за знамето и гласи: „Решено е знамето на Съединените щати да бъде тринадесет ивици, редуващи се червено и бяло; че съюзът е тринадесет звезди, бели в синьо поле, представляващи ново съзвездие.“ Звездите са наредени по окръжност („знаме на Бетси Рос“) или шахматно. За проектант на знамето се счита конгресменът Франсис Хопкинсън.  Знамето е наречено Старата Слава (на английски: Old Glory), което име се запазва през годините и става символично. В битката при Каупенс от Американската война за независимост на 17 януари 1781 г. американската армия използва вариант на Знамето на Бетси Рос с 12 звезди по окръжност и 13-ата в нейния център. То става известно като Каупенсово знаме.
Следващият акт на Конгреса от 1705 г. установява втория вариант на знамето с 15 ивици, които се редуват червено и бяло, и 15 бели звезди на синьо поле. Те отразяват влизането на Върмонт и Кентъки като щати в Съюза. Това е единственият вариант на знамето с 15 ивици. 
Първият път, когато американското знаме се развява в чужбина на чуждестранна крепост, е в Либия, над Форт Дерн, на брега на Триполи през 1805 г.
След британска бомбардировка поетът аматьор Франсис Скот Кий е толкова вдъхновен от гледката на американското знаме, все още веещо се над балтиморския Форт Макхенри, че написва стихотворението „Знамето със звезди“ (на английски: „The Star-Spangled Banner“) на 14 септември 1814 г. То официално става национален химн през 1931 г.
През 1892 г. знамето вдъхновява Джеймс Б. Ъпам и Франсис Белами да напишат Клетвата за вярност. За първи път е публикувана в списание, наречено „Спътник на младежта“ (на английски: The Youth’s Companion). 
През 1909 г. Робърт Пири поставя американско знаме, ушито от съпругата му, на Северния полюс. Той оставя и части от друго знаме по пътя. Това е единственият път, когато човек е бил почетен чрез разрязване на знамето.
Президентът Удроу Уилсън установява Ден на знамето на 30 май 1916 г., когато издава прокламация, заявяваща, че се надява американците да показват „значителен израз на нашата дълбока любов към Америка“ всяка година на 14 юни – деня на приемане на първото официално знаме.
През 1963 г. Бари Бишоп поставя американското знаме на връх Еверест. През юли 1969 г. американското знаме се „развява“ в Космоса, когато Нийл Армстронг го поставя на Луната. Флагове са поставяни на лунната повърхност при всяко от шестте пилотирани кацания по време на програмата Aпoлo.

### Промени
Съгласно член 2 от Закона за американския флаг, след одобрението на нов щат, се добавя още една звезда от следващия 4 юли (Ден на независимостта). От обявяването на независимостта на Съединените щати националното знаме е преразглеждано 27 пъти. Всеки път, когато са добавени щати към съюза, е трябвало да се добави още една звезда в горния ляв ъгъл на знамето. Знамето с 20 звезди от 1818 г. е известно още като „Великото звездно знаме“. Най-новата версия на знамето е призната през 1960 г., когато Хаваите стават щат. Тя е най-продължителната в историята на знамето – повече от 64 години. 
| Брой звезди | Изображение                                     | Щати, представени с нови звезди | Срок на използване                                                                               | Продължителност в години (месеци) |
| ----------- | ----------------------------------------------- | --- | ------------------------------------------------------------------------------------------------ | --------------------------------- |
| 0           |                                                 | — Знаме на БИИК | 3 декември 1775 – 14 юни 1777                                                                    | 1 (18)                            |
| 13          | Знаме на Бетси Рос – официално Каупенсово знаме | Ню Йорк, Ню Хампшър, Ню Джърси, Род Айлънд, Масачузетс, Мериленд, Кънектикът, Делауеър, Северна Каролина, Южна Каролина, Вирджиния, Джорджия, Пенсилвания | 14 юни 1777 – 1 май 1795                                                                         | 18 (215)                          |
| 15          |                                                 | Кентъки, Върмонт | 1 май 1795 – 3 юли 1818                                                                          | 23 (278)                          |
| 20          |                                                 | Индиана, Луизиана, Мисисипи, Охайо, Тенеси | 4 юли 1818 – 3 юли 1819                                                                          | 1 (12)                            |
| 21          |                                                 | Илинойс | 4 юли 1819 – 3 юли 1820                                                                          | 1 (12)                            |
| 23          |                                                 | Алабама, Мейн | 4 юли 1820 – 3 юли 1822                                                                          | 2 (24)                            |
| 24          |                                                 | Мисури | 4 юли 1822 – 3 юли 1836                                                                          | 14 (168)                          |
| 25          |                                                 | Арканзас | 4 юли 1836 – 3 юли 1837                                                                          | 1 (12)                            |
| 26          |                                                 | Мичиган | 4 юли 1837 – 3 юли 1845                                                                          | 8 (96)                            |
| 27          |                                                 | Флорида | 4 юли 1845 – 3 юли 1846                                                                          | 1 (12)                            |
| 28          |                                                 | Тексас | 4 юли 1846 – 3 юли 1847                                                                          | 1 (12)                            |
| 29          |                                                 | Айова | 4 юли 1847 – 3 юли 1848                                                                          | 1 (12)                            |
| 30          |                                                 | Уисконсин | 4 юли 1848 – 3 юли 1851                                                                          | 3 (36)                            |
| 31          |                                                 | Калифорния | 4 юли 1851 – 3 юли 1858                                                                          | 7 (84)                            |
| 32          |                                                 | Минесота | 4 юли 1858 – 3 юли 1859                                                                          | 1 (12)                            |
| 33          |                                                 | Орегон | 4 юли 1859 – 3 юли 1861                                                                          | 2 (24)                            |
| 34          |                                                 | Канзас | 4 юли 1861 – 3 юли 1863                                                                          | 2 (24)                            |
| 35          |                                                 | Западна Вирджиния | 4 юли 1863 – 3 юли 1865                                                                          | 2 (24)                            |
| 36          |                                                 | Невада | 4 юли 1865 – 3 юли 1867                                                                          | 2 (24)                            |
| 37          |                                                 | Небраска | 4 юли 1867 – 3 юли 1877                                                                          | 10 (120)                          |
| 38          |                                                 | Колорадо | 4 юли 1877 – 3 юли 1890                                                                          | 13 (156)                          |
| 43          |                                                 | Айдахо, Северна Дакота, Южна Дакота, Вашингтон, Монтана                                                                                                   | 4 юли 1890 – 3 юли 1891                                                                          | 1 (12)                            |
| 44          |                                                 | Уайоминг | 4 юли 1891 – 3 юли 1896                                                                          | 5 (60)                            |
| 45          |                                                 | Юта | 4 юли 1896 – 3 юли 1908                                                                          | 12 (144)                          |
| 46          |                                                 | Оклахома | 4 юли 1908 – 3 юли 1912                                                                          | 4 (48)                            |
| 48          |                                                 | Аризона, Ню Мексико | 4 юли 1912 – 3 юли 1959                                                                          | 47 (564)                          |
| 49          |                                                 | Аляска | 4 юли 1959 – 3 юли 1960                                                                          | 1 (12)                            |
| 50          |                                                 | Хавай | 4 юли 1960 – Настояще                                                                            |                                   |
| (51)        |                                                 | Пуерто Рико | Никога (това е предложение от Института по хералдика на армията на Съединените американски щати) |                                   |

## Интересни факти
Знамето обикновено се показва от изгрев до залез слънце. Трябва да се повдига бързо и да се спуска церемониално. При лошо време знамето не трябва да се развява.
Знамето трябва да се показва ежедневно и на всички празници, ако времето позволява, върху или близо до главните административни сгради на всички обществени институции. То също така трябва да бъде изложено във или близо до всяко избирателно място в дните на изборите и във или близо до всяко училище по време на учебните дни.
Проучване на YouGovAmerica установява, че малко повече от половината (51 процента) от американците имат национално знаме в дома си. Асоциацията на производителите на флагове в Америка изчислява, че всяка година се продават 150 милиона американски знамена.
Понякога се използват модификации на знамето: за американски компании, организации, сдружения, реклами, протестни акции и др.